# S3 트리오

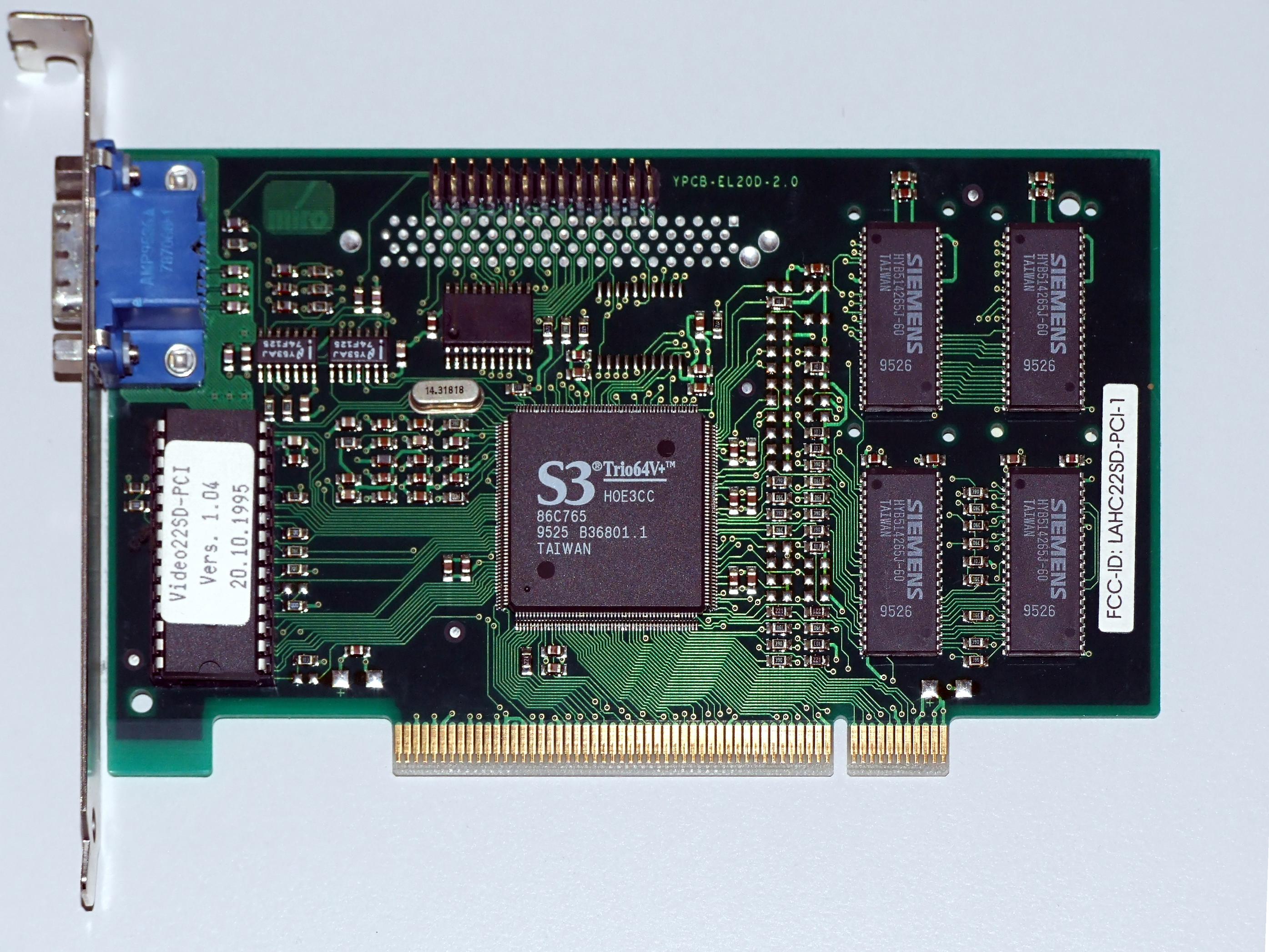
S3 Trio64V+

S3 트리오(S3 Trio)는 S3 그래픽스에서 1995년 개발한 그래픽 칩셋이다. 이전에 판매하던 S3 Vision 864와 868 그래픽 가속 칩셋에 램댁(RAMDAC)과 클럭 제네레이터 등을 통합한 칩셋으로 저가형 그래픽 카드에 많이 사용되었다. S3 트리오는 호환성을 뒷받침 삼아 널리 사용되었으며 도스박스(DOSBox)나 마이크로소프트 버추얼 PC 등에서도 에뮬레이션으로 지원하고 있다.

## 제품 종류

### 트리오 64
트리오 64는 64비트 메모리 인터페이스를 사용하였으며 최대 그래픽 메모리는 4MB다.
- Trio 64 (86C764) : Vision 864 칩셋 기반, 2D 그래픽 가속 기능, EDO DRAM 사용
- Trio 64V+ (86C765) : Vision 868 칩셋 기반, YUV - RGB 컬러 스페이스 변환과 수평 리니어 필터링(linear filtering) 등의 비디오 가속 기능 추가
- Trio 64UV+ (86C767) : UMA 지원
- Trio 64V2/DX (86C775) : 64V+에 수직 바이리니어 필터링(bilinear filtering) 기능 추가, SDRAM 사용, 64V2의 2D 그래픽 코어는 나중에 ViRGE 칩에 사용되었다.
- Trio 64V2/GX (86C785) : 64V2/DX와 동일, 그래픽 메모리로 SGRAM 사용

### 트리오 32
- Trio 32 (86C732) : 저가형 칩셋으로 32비트 메모리 인터페이스를 사용하며 최대 그래픽메모리는 2MB다.

### 트리오 3D
- Trio 3D (86C365/366) : 트리오 3D는 S3 ViRGE와 같은 칩으로 64V2에 텍스처 맵핑, 구로 셰이딩(Gouraud shading) 등의 3D 가속 기능을 추가했다.
- Trio 3D/1x (86C360) : AGP 1x 인터페이스
- Trio 3D/2x (86C362/368) : AGP 2x 인터페이스

### 오로라 64+
- Aurora64V+ : 트리오 64V+에 듀얼 디스플레이 기능을 추가한 모바일 그래픽 칩셋, LCD와 CRT 또는 TV에 화면을 동시에 출력할 수 있다.

## 참고
- PC 비디오 칩셋 정보